# David (Panama)
David, amtlich San José de David, ist die ca. 180.000 Einwohner zählende Hauptstadt der Provinz Chiriquí des mittelamerikanischen Staates Panama. Nordwestlich an der Stadt vorbei verläuft die Panamericana.

## Lage und Klima
Die Großstadt David befindet sich westlich des Río David etwa 15 km nördlich der Küste des Golfs von Panama und ca. 250 km (Fahrtstrecke) südwestlich der Hauptstadt Panama-Stadt. Sie gilt mit ihren meist über 30 Grad Celsius liegenden Temperaturen als heißeste Stadt des Landes; der tropische Regen (ca. 2500 mm/Jahr) fällt überwiegend in der Regenzeit von Mai bis Dezember.

## Wirtschaft
In der Vergangenheit wurden hauptsächlich Viehzucht und Landwirtschaft betrieben. Jedoch ist die Stadt auch ein wichtiger Knotenpunkt für Fahrten ins Hochland um Boquete und Volcán, Parque Nacional Volcán Barú sowie die Inseln des Golfo de Chiriquí. David ist heute die drittgrößte Stadt Panamas und dient zudem als Finanzzentrum und Messestandort. Ferner ist es ein Standort für Telekommunikation und Hochtechnologie. Auch Konsumgüterhersteller haben sich im Verbund mit der Schwerindustrie im Großraum David angesiedelt. Mit dem Flughafen von David verfügt die Stadt über einen eigenen Flughafen.

## Geschichte
Die im Jahr 1602 von Juan López Sequeira bei einer Indianersiedlung gegründete Stadt sollte sowohl der Befriedung der Indianer als auch der Suche nach Gold dienen.
Seit 1955 ist die Stadt Sitz des römisch-katholischen Bistums David. Die Ende des 19. Jahrhunderts errichtete Kirche San José wurde zur Kathedrale erhoben.

## Söhne und Töchter
- Franklin Archibold (* 1997), Radrennfahrer
- Ricardo Brenes, Musiker und Label-Betreiber
- Rebeca Espinosa (* 1992), Fußballspielerin
- Yelko Gómez (* 1989), Radrennfahrer
- Schiandra González (* 1995), Fußballspielerin
- Luis Enrique Saldaña Guerra (* 1966), Ordensgeistlicher, Bischof von David